# Anjali Gupta
Anjali Gupta (ur. 12 maja 1970 w Delhi, zm. 11 września 2011 w Bhopal) – funkcjonariuszka w Indyjskich Siłach Powietrznych (ang. IAF) w latach 2001–2006, gdzie służyła jako oficerka administracyjna w skrzydle edukacyjnym. Była pierwszą kobietą w Indyjskich Siłach Powietrznych, która została sądzona wojskowo. Pracowała w Aircraft Systems and Testing Estabilishment w Bengaluru.

## Wczesne życie i edukacja
Anjali Gupta urodziła się w Delhi. Jej matka, Umand Gupta, była nauczycielką, a ojciec pracownikiem banku. Anjali była drugą z trzech sióstr. Ukończyła studia podyplomowe i uzyskała stopień magisterski z psychologii na Uniwersytecie w Delhi. Do IAF dołączyła w 2001, a po raz pierwszy delegowano ją do Belgavi w Karnatace.

## Zarzuty
W styczniu 2005 złożyła pozew przeciwko swoim przełożonym w Sądzie Najwyższym Delhi, jednak został on odrzucony z powodów jurysdykcyjnych. W lutym 2005 na lokalnym posterunku policji w Bengaluru Anjali Gupta wniosła oskarżyła trzech przełożonych – dowódcę eskadry R.S. Choudharę, dowódcę skrzydła V.C. Cyeriana i komandora lotnictwa Anila Choprę – o molestowanie seksualne. Policja poradziła jej, aby samodzielnie rozwiązała problem z przełożonymi. 
Kilka dni po tym jak Anjali powiedziała w wywiadzie telewizyjnym, że padła ofiarą molestowania seksualnego w miejscu pracy, wszczęto przeciwko niej postępowanie przed Sądem Wojennym. W liście z 7 kwietnia, zaadresowanym do szefa sztabu lotniczego i ministerstwa obrony, Anjali zarzuciła, że jej przełożeni niesłusznie oskarżyli ją o naruszenie dyscypliny i zaniedbania finansowe. Siły Powietrzne odrzuciły żądanie przeprowadzenia niezależnego śledztwa w sprawie zarzutów Gupty. 

## Proces i wyrok
Po tym jak Anjali złożyła oświadczenie przed Karnataka State Commission for Women o myślach samobójczych, które miała z powodu nękania przez przełożonych, została umieszczona w areszcie domowym. Na podstawie badania przeprowadzonego przez psychiatrów z National Institute of Mental Health and Neuro-Sciences i Institute of Aerospace Medicine orzeczono brak objawów świadczących o jakichkolwiek klinicznych zaburzeniach psychicznych. 24 maja zwolniono ją z aresztu. 
8 grudnia 2005 została ona uznana winną popełnienia 5 z 7 stawianych jej zarzutów – defraudacji finansowych (takich jak fałszowanie rachunków za dodatki), niesubordynacji, niezdyscyplinowania, nieprawidłowości i zachowania niegodnego funkcjonariusza, wskutek czego w 2006 została odwołana ze służby. 

## Śmierć
11 września 2011 Anjali Gupta została znaleziona martwa w domu swojego krewnego w Bhopalu. Policja zatrzymała jej byłego współpracownika, kapitana Amitę Guptę, pod zarzutem podżegania do samobójstwa. Rodzice Anjali poinformowali media o tym, że Amit i Anjali byli w relacji i żyli ze sobą. Rodzina kobiety napisała kilka listów do IAF na temat związku pracowników, ale skarga nigdy nie została rozpatrzona. 